# Danhatchia
Danhatchia é um género botânico pertencente à família das orquídeas (Orchidaceae).